# Raymond Gravel (député provincial)
Pour les articles homonymes, voir Gravel et Raymond Gravel (homonymie).
Raymond Gravel (1929 - 1994) est un homme politique québécois ayant représenté le Parti québécois à l'Assemblée nationale du Québec.
Né à Saint-Marc-des-Carrières, il exerça les métiers de préposé au malades et de moniteur en réadaptation à l'hôpital Saint-Michel-Archange (devenu le Centre Hospitalier Robert-Giffard et par la suite l'Institut Universitaire en Santé Mentale de Québec). Ayant œuvré au sein du conseil exécutif du Parti Québécois dans Limoilou, il fut élu député de cette circonscription à l'élection provinciale de 1976.
Il fut réélu en 1981 et fût adjoint parlementaire du ministre du Loisir, de la Chasse et de la Pêche au cours de son second mandat. Il quitta la vie politique en 1985 et occupa le poste de médiateur au Centre Hospitalier Robert-Giffard avant de partir à la retraite.
Il décède à Beauport en 1994 à l'âge de soixante-cinq ans.